# Winterdienst

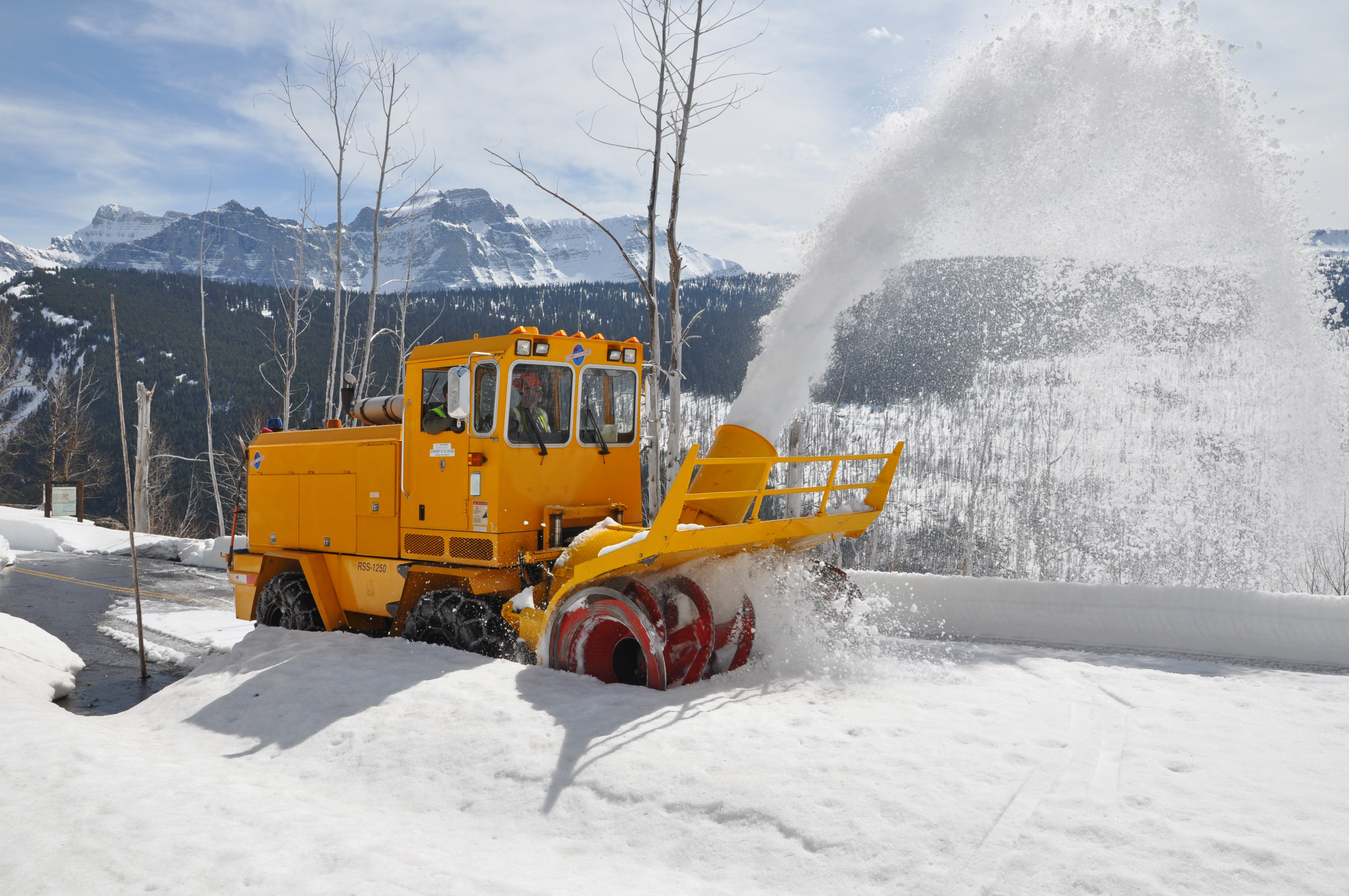
Schneefräse im Einsatz

Der Begriff Winterdienst umfasst die Gesamtheit aller Maßnahmen zum Sicherstellen von Verkehrssicherheit, Mobilität und Wirtschaftlichkeit des Verkehrsablaufes im Winter. Insbesondere im Straßen- und Eisenbahnwesen werden Maßnahmen zur Bekämpfung von Eis und Schnee ergriffen. Jedoch auch in der Luftfahrt und Schifffahrt ist der Winterdienst von Bedeutung.

## Ziel und Aufgaben
Eine funktionierende Verkehrsinfrastruktur ist sowohl für den einzelnen Bürger als auch für die Volkswirtschaft eines jeden Landes von existenzieller Bedeutung. Winterliche Witterungsverhältnisse können die Funktionsfähigkeit der Verkehrsinfrastruktur jedoch wesentlich einschränken und somit einen beträchtlichen volkswirtschaftlichen Schaden (beispielsweise durch Unfälle oder Zeitverluste) hervorrufen. Ziel ist es daher, mit Hilfe des Winterdienstes zum einen die Verkehrssicherheit und zum anderen den Verkehrsfluss so weit wie möglich aufrechtzuhalten. Konkret bedeutet dies insbesondere die Vermeidung von Glättebildung sowie die Beseitigung von Eis und Schnee.

## Maßnahmen

### Räumen

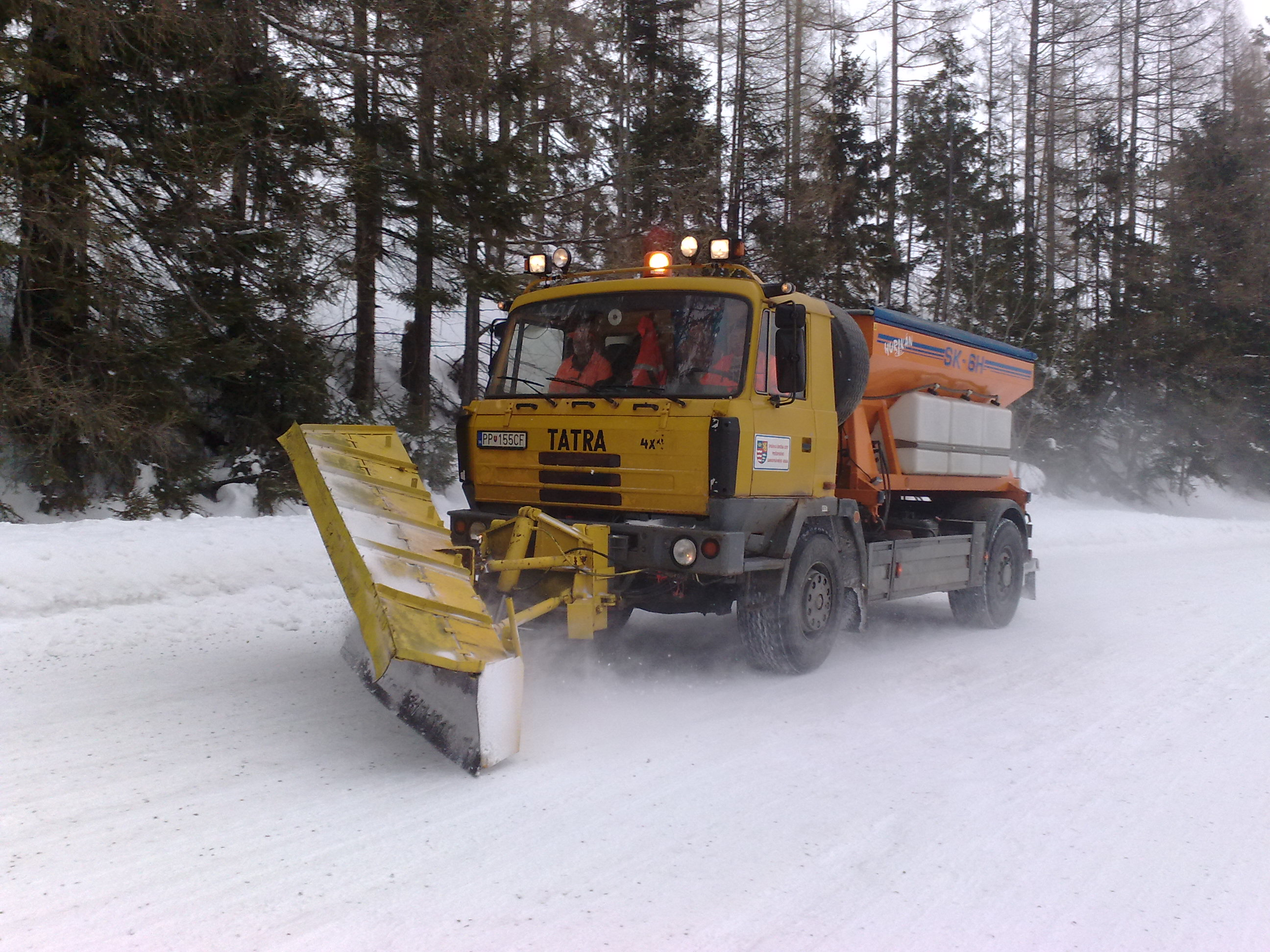
Räumfahrzeug bei der Weißräumung

Die Schneeräumung ist die mechanische Beseitigung von Schnee auf Verkehrsflächen.
Für die Räumung kommen unterschiedliche Techniken in Frage: Falls der Schnee noch sehr locker und die Niederschlagsmenge gering ist, kann der Schnee mit einem Besen oder einer Kehrmaschine beseitigt werden. Für kleine Flächen erfolgt die Schneeräumung mit einer Schneeschaufel, einem Schneeschieber, einer Schneewanne oder einer Schneehexe manuell. Falls dies nicht ausreicht, insbesondere bei größeren Schneehöhen und zu räumenden Flächen, kommen motorbetriebene Geräte zum Einsatz, namentlich Schneefräsen und Schneepflüge, daneben werden auch Besen und Gebläse verwendet. Vom Schneepflug am Rand aufgeworfene Schneewälle werden mit der Seitenschneeschleuder in die angrenzende Landschaft geworfen oder auf einem LKW verladen und zur Abschmelzung weg deponiert. Schadstoffe wie etwa Mikroplastik, die sich im Schnee angereichert haben, gelangen so ungehindert in die Umwelt.
Um die Sichtbarkeit der Straße bei großen Neuschneemengen zu verbessern oder gar zu ermöglichen, werden Schneezeichen zur Winterzeit aufgestellt.
Schwarzräumung bedeutet, dass die Fahrbahn nahezu vollständig von Schnee und Eis befreit wird. Dieses Verfahren ist sehr zeit- und kostenintensiv.
Bei der Weißräumung wird der Neuschnee zur Seite geschoben und der restliche Schnee festgefahren, sodass er eine feste Decke bildet. In diese Schneedecke kann dann (vor allem bei Schneeglätte) Splitt gestreut werden, um die Griffigkeit zu verbessern. Beim Aufbringen des Streugutes mit Hilfe des Streugerätes stellen Streudichte und Streubild wichtige Parameter dar. Dieses Verfahren ist kostengünstiger als die „Schwarzräumung“ und wurde ursprünglich nur im alpinen Raum, insbesondere auf Nebenstrecken, angewandt, aus Kosten- und Umweltgründen inzwischen auch außerhalb der Alpenländer.

### Streuen

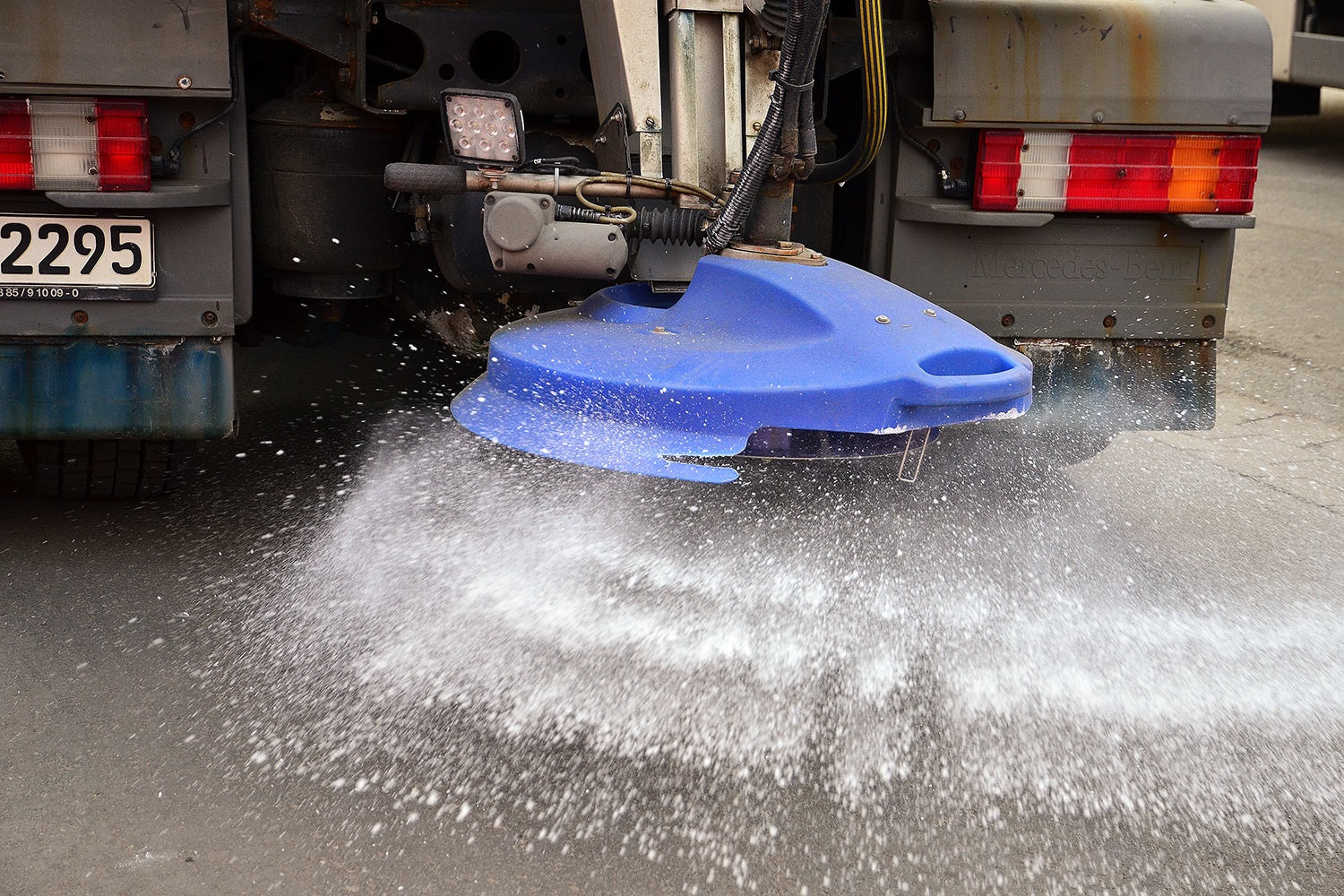
Streuvorgang mittels Streuteller

Streumittel sind gewöhnlich mineralische Granulate wie Schotter, Splitt, Kies und Blähton, organisches Granulat, zum Beispiel Maisspindelgranulat, Streusand oder Auftausalz, heute kaum mehr gebräuchlich ist Asche. Des Weiteren kommen „Taumittel“ zum Einsatz. Bei Glätte wird Splitt, Salz, oder Splitt-Salz-Gemisch mit Streugeräten aufgebracht. Seit den 1980er Jahren wird überwiegend Feuchtsalz (FS) angewandt. Dabei wird Auftausalz (NaCl, CaCl2, MgCl2) unmittelbar vor dem Ausbringen (meist auf dem Streuteller) mit Sole (Salzlösung) befeuchtet. Dadurch verringern sich die Salzverluste durch Verwehung. Die damit erzielbare Salzeinsparung wird mit 20–30 % beziffert. In Abhängigkeit von der zugegebenen Solemenge wird das zum Einsatz kommende Verfahren benannt, durchgesetzt hat sich das Verfahren FS 30 (30 % Sole und 70 % Salz). Reine Sole wird in Deutschland bisher kaum angewandt.
Auftausalz gilt als umstritten. Es begünstigt die Korrosion von Fahrzeugen, Stahlträgern und Betonbauteilen und schadet Tieren. So können Hunde und Katzen durch das Auftausalz Reizungen an den Pfoten und Augenerkrankungen bekommen. Auch Hecken können bei ungünstigen Verhältnissen geschädigt werden. In vielen Kommunen ist die Verwendung von Auftausalz nur unter Bedingungen (besondere Rutschgefahr oder an Steigungen) erlaubt.
Auch im Umfeld von Sendeanlagen wird auf dem Einsatz von Auftausalz häufig verzichtet, um Korrosion von Erdungsanlagen zu verhindern.

### Auftauen

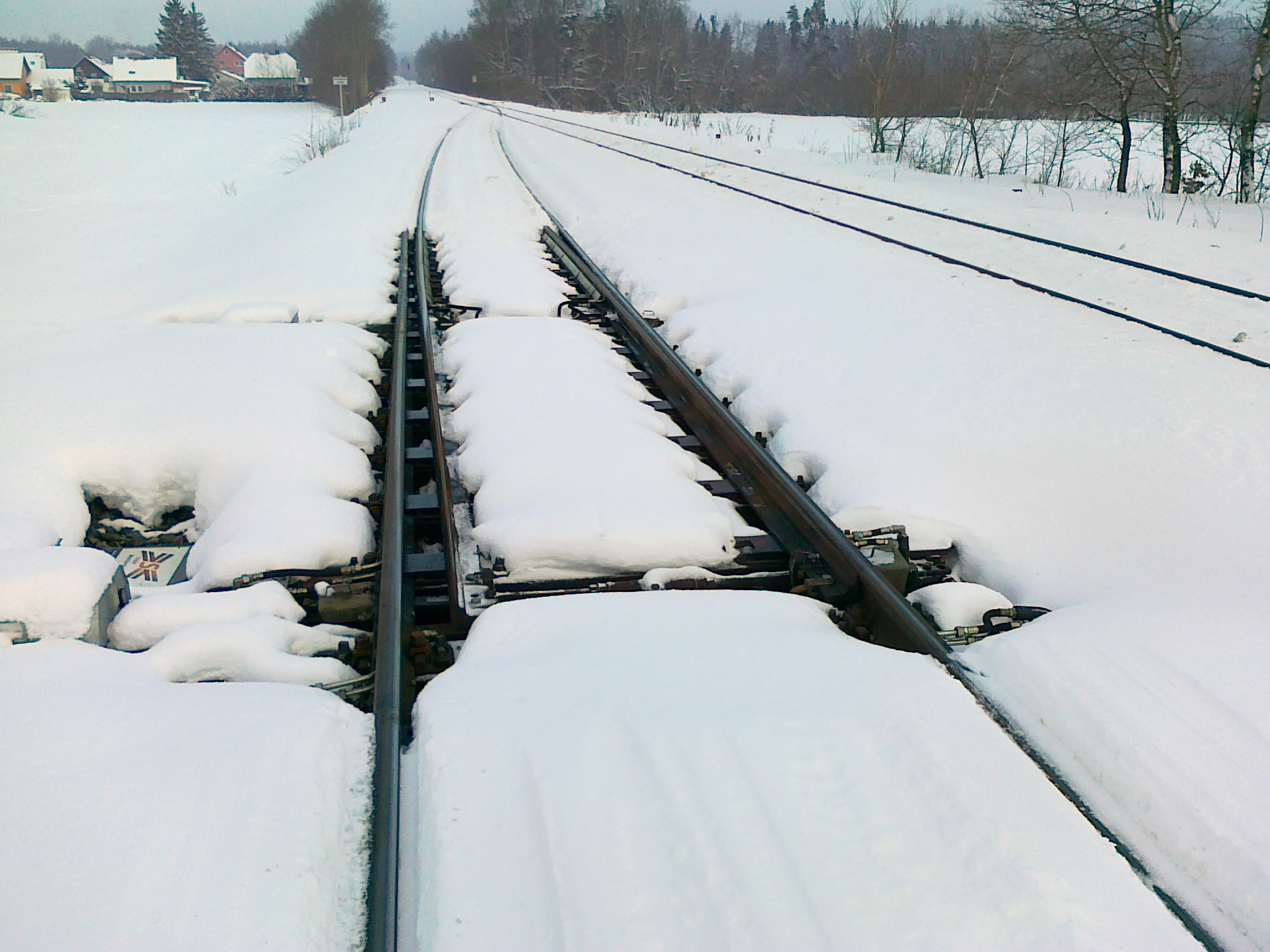
Mittels Heizung aufgetaute Weiche

Entscheidend für einen reibungslosen Eisenbahnbetrieb ist die Funktionstüchtigkeit der Weichen. Um deren Funktion auch bei winterlichen Witterungsbedingungen aufrechtzuerhalten, werden diese entweder händisch mit Hilfe eines Gasbrenners oder automatisch mit Weichenheizungen (meist elektrisch betrieben) von Schnee und Eis freigehalten und so die Stellbewegung ermöglicht.
Einem ähnlichen Prinzip folgt die Straßenheizung. Diese kostenintensive Sondermaßnahme kommt nur äußerst selten bei besonders gefährdeten Streckenabschnitten (wie etwa Gefällestrecken oder auf Brücken) zur Anwendung und muss bereits beim Bau der Straße berücksichtigt werden. Die Fahrbahn wird mittels Erdwärme oder Strom erwärmt und somit von Schnee und Eis befreit.

### Enteisen

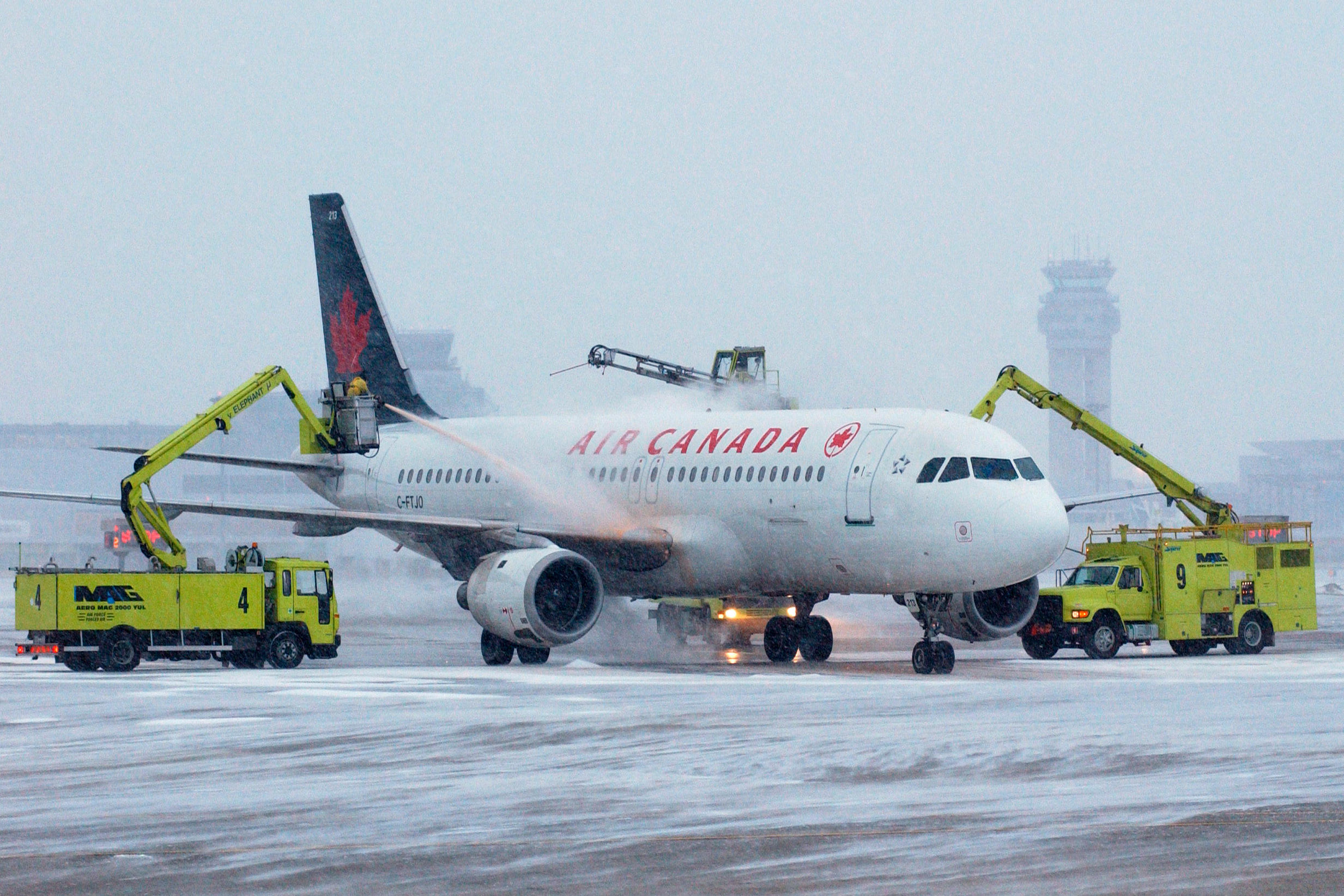
Flugzeug bei der Enteisung

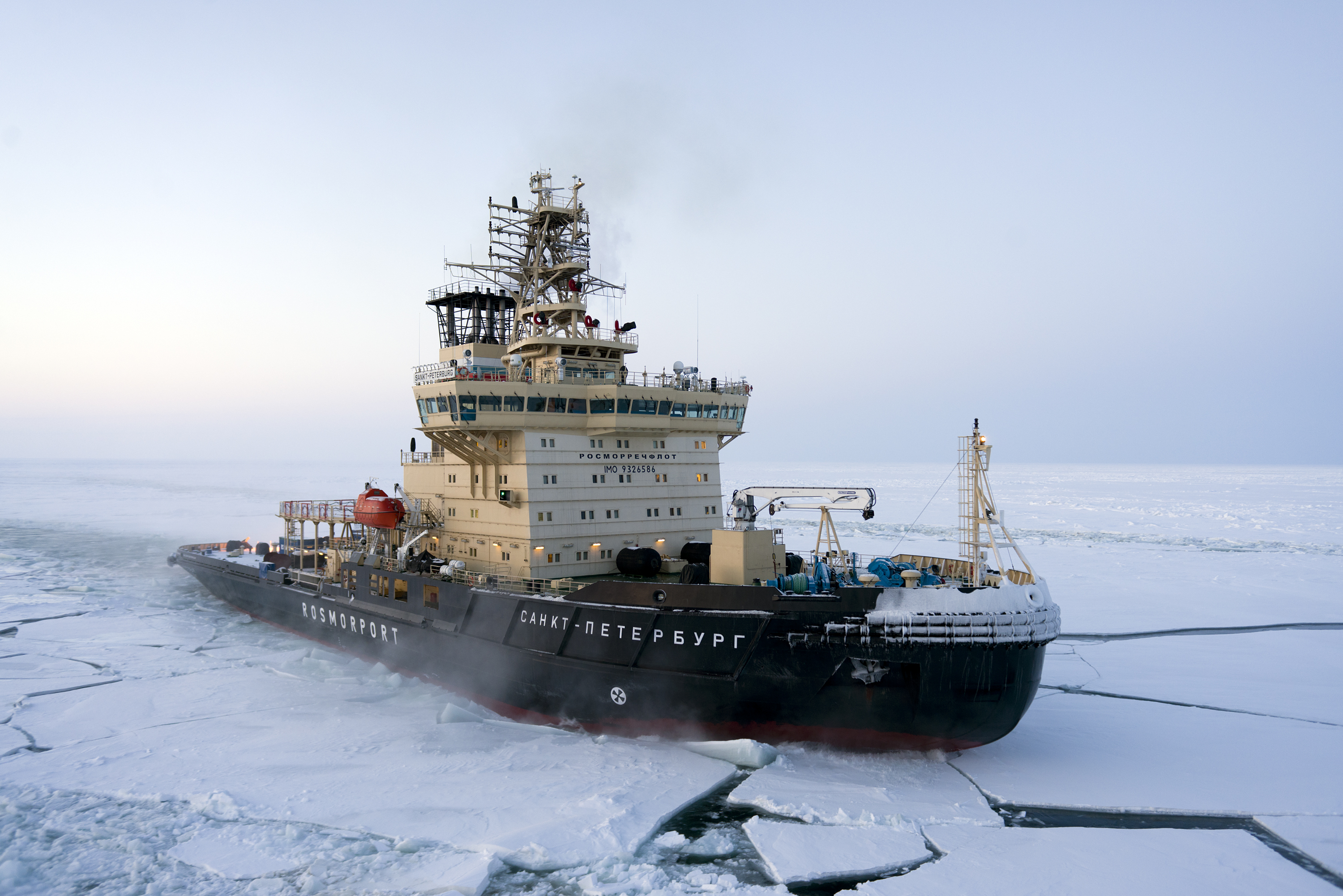
Eisbrecher im Einsatz

Zur Aufrechterhaltung eines sicheren Flugbetriebs bei winterlichen Witterungsverhältnissen ist neben der Beseitigung von Schnee insbesondere auch das Enteisen der Bewegungsflächen Aufgabe des Winterdienstpersonals. Bei der sogenannten Flächenenteisung werden die Bewegungsflächen mit festen oder flüssigen Enteisungsmitteln eisfrei gehalten. Grobe Streustoffe, wie etwa Splitt oder herkömmliches Streusalz, können nicht verwendet werden, da diese die empfindlichen Flugzeugtriebwerke beschädigen.
Auch die Flugzeuge müssen zwingend frei von Schnee und Eis sein, um die Flugeigenschaften nicht zu beeinflussen. Für die Flugzeugenteisung kommen spezielle Enteisungsflüssigkeiten (meist eine Glykol-Alkohol-Mischung) zum Einsatz, die auf die Außenhaut des Flugzeuges aufgesprüht werden. Alternativ dazu kann das Flugzeug auch mit der Hilfe von Infrarotlicht enteist werden.
Im Eisenbahnwesen werden sogenannte Abtau- und Enteisungsanlagen dazu verwendet, die Unterseite von Schienenfahrzeugen von Schnee und Eis zu befreien. Dies hat den Vorteil, dass regelmäßig wiederkehrende Sichtkontrollen und Wartungsarbeiten an den Schienenfahrzeugen zügiger durchgeführt werden können und die Fahrzeuge damit schneller wieder eingesetzt werden können.
Der Winterdienst in der Schifffahrt beschränkt sich im Wesentlichen auf das Offenhalten der Wasserstraßen und Häfen. Dort kann aufgrund von Eisbildung die Schiffbarkeit verloren gehen und damit der Betrieb gänzlich zum Erliegen kommen. Aus diesem Grund werden Eisbrecher eingesetzt, die die Eismassen auf dem Wasser brechen und so eine eisfreie Fahrrinne für andere Schiffe schaffen.

### Schützen
Schneeverwehungen sind für den sicheren Verkehrsablauf auf Straßen und Eisenbahnstrecken eine ernstzunehmende Gefahr. Zum Schutz werden daher überwiegend im Flach- und Hügelland an besonders gefährdeten Stellen Schneegatter oder Schneezäune aufgebaut. Diese reduzieren die Windgeschwindigkeiten und verhindern so den Weitertransport des Schnees bzw. die Ablagerung auf der Straße oder auf der Bahnstrecke. Im Gebirge stellt dagegen das Abgehen von Lawinen und die damit verbundene Schneeverschüttung von Straßen und Bahnstrecken ein großes Problem dar. In diesen Regionen zählt es daher zu den Aufgaben des Winterdienstes, Maßnahmen zum Schutz vor unkontrollierten Lawinenabgängen (beispielsweise durch Lawinensprengungen) zu ergreifen.

### Sperren
Gehwege, Stiegen, Passstraßen sowohl im Privateigentum als auch der öffentlichen Hand können winters gesperrt werden. Das erfolgt sowohl mit Beschilderung als auch mit Ketten, Schranken oder anderen materiellen Sperren.
Zweck ist der Haftung des Wegeerhalters für Unfälle zu entgehen Kosten für Räumung zu sparen und auch Unfälle und Gefahren zu reduzieren.

## Kombination und schrittweises Vorgehen
Um die verschiedenen Teilinstrumente des Winterdienstes möglichst effizient und kostengünstig anzuwenden, ist deren Kombination in sinnvoller Reihenfolge anzustreben. Auftausalz sollte wegen des hohen Preises und der oft eingeschränkten Verfügbarkeit einerseits sowie der potentiellen Umweltschädigung andererseits möglichst sparsam eingesetzt werden. Die Verwendung von Auftausalz ist an stärker befahrenen Gefällstrecken sowie viel befahrenen Kreuzungen von Vorfahrts- und nachrangigen Straßen angebracht. Wenn möglich, sollte kein Salz gestreut werden, bevor starker Schneefall nachgelassen hat und die Straßen vorab durch Räumung von der Neuschneedecke befreit sind. Straßen in Wohngebieten, sofern sie nicht starkes Gefälle aufweisen, können durch Weißräumung mit Einsatz von Splitt hinreichend verkehrssicher gemacht werden. Im Schienenverkehr finden nachts teilweise sogenannte Spurfahrten statt, um die Gleise freizuhalten.
Gemeinden können festlegen, dass die Gehwege bestimmter Straßen für eine Räumung durch Schneeräummaschinen ungeeignet sind, zum Beispiel aufgrund von Gehwegschäden. Diese Gehwege müssen dann ggf. von Hand geräumt werden.

## Rechtslage
Üblicherweise sind die jeweiligen Eigentümer für die Räumung der Straßen verantwortlich. 
In Deutschland ist der Baulastträger zuständig. Die Räumung von Fußwegen hingegen wird dort meist über Gesetze und Verordnungen den Anliegern übertragen und von diesen oft auf ihre Mieter übertragen; in der Schweiz hingegen bleibt die Räumung Sache des Straßeneigentümers, also dem Bund, des Kantons, der Gemeinde bzw. Private. Eine Übertragung auf Private ist nicht üblich, viel mehr übernehmen Gemeinden, teils gegen Entgelt, die Räumung privater Zufahrten.

## Geschlechtergerechtes Schneeräumen in Schweden
In der schwedischen Hauptstadt Stockholm entschied die rot-grüne Stadtregierung 2016, zuerst die Geh- und Radwege und anschließend die Kfz-Fahrbahnen vom Schnee zu befreien. Da Frauen statistisch betrachtet häufiger zu Fuß gehen, mit dem Fahrrad oder dem öffentlichen Nahverkehr fahren und dagegen häufiger Männer mit dem Auto fahren, seien Frauen durch eine spätere Räumung von Gehwegen benachteiligt. Weitere Städte Schwedens gaben an, ebenfalls das geschlechtergerechte Schneeräumen einführen zu wollen.

## Dachlasten
Neben der Schneeräumung von Straßen und Wegen müssen oft auch Dächer von Schnee befreit werden. Dies dient zum einen dazu, gefährliche Dachlawinen zu verhindern. Zum anderen könnte ohne Räumung die höchstzulässige Schneelast des Daches überschritten werden und dann einstürzen. In der Vergangenheit hat es einige solche Unglücke gegeben, wie etwa 2006 bei der Eislaufhalle in Bad Reichenhall.